# Astrachaner Kreml

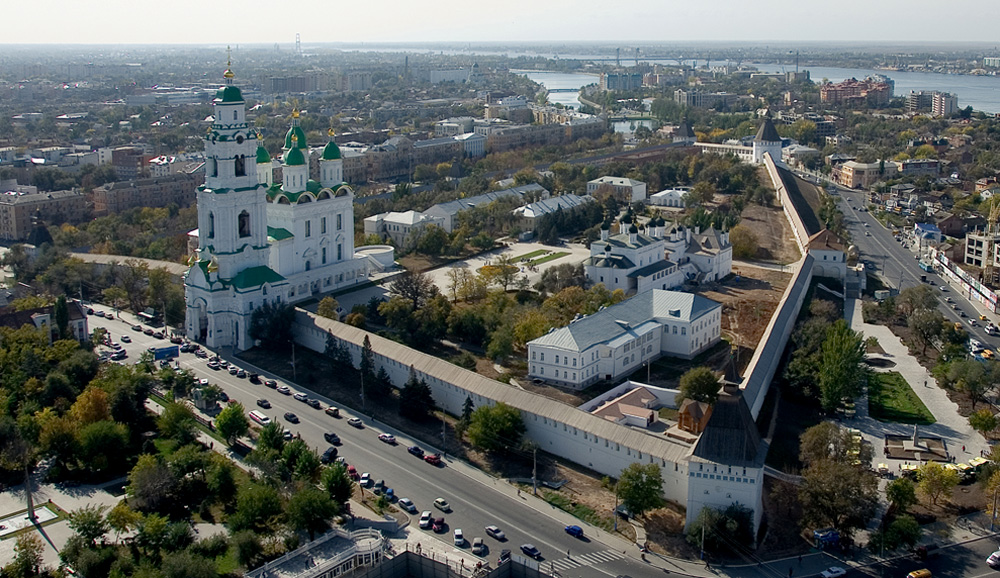
Der Astrachaner Kreml aus der Luft

Der Astrachaner Kreml (russisch Астраханский кремль) ist eine vollständig erhalten gebliebene historische Zitadelle der südrussischen Großstadt Astrachan im Unterlauf der Wolga. Der Kreml entstand Ende des 16. Jahrhunderts nach dem Vorbild anderer russischer Festungen der Frühneuzeit (darunter der bekanntesten von ihnen, dem Moskauer Kreml). Das Ensemble befindet sich auf einer Insel, die von der Wolga und drei kleinen Flüssen umspült wird.
Nachdem im Jahre 1557 das russische Heer unter Zar Iwan IV. (dem Schrecklichen) die Territorien am Unterlauf der Wolga vom tatarischen Khanat Astrachan erobern und das ehemalige Khanat dem Zarentum Russland einverleiben konnte, wurde alsbald mit dem Bau einer Fortifikationsanlage begonnen, die die neuen südöstlichen Grenzen des russischen Staates sichern sollte. Zunächst entstand an der Stelle des heutigen Kremls eine aus Holz erbaute Festung. Diese erwies sich jedoch nach mehreren Angriffen im Laufe der folgenden Jahre als wenig stabil, so dass beschlossen wurde, eine mächtige Befestigung aus Stein zu errichten. Als Beispiel wurden dabei mehrere früher erbaute russische Kreml herangezogen: Auch in Astrachan sollte eine dicke Ziegelsteinmauer mit mehreren Wachtürmen entstehen. Der Bau der neuen Zitadelle dauerte von 1582 bis 1589; teilweise wurden dabei Backsteine zerstörter Bauwerke der nahe gelegenen ehemaligen Tatarenstadt Sarai als Baumaterial verwendet. Es entstand eine knapp 1,5 km lange Mauer mit acht Türmen, von denen im Verteidigungsfall mit Artillerie gefeuert werden konnte. Anders als der Moskauer Kreml wurde die Astrachaner Zitadelle nicht von italienischen, sondern von einheimischen Baumeistern konzipiert, die hierfür aus Moskau berufen wurden.
Die Fortifikation besteht heute aus der 1487 Meter langen, weiß gestrichenen backsteinernen Mauer sowie sieben in sie eingebauten Türmen. Die Mauer ist je nach topografischen Bedingungen zwischen sieben und 11,5 Meter hoch und an einzelnen Stellen bis zu 5,2 Meter dick. Von den sieben bis heute erhaltenen Türmen (ursprünglich waren es acht) verfügen drei über Durchfahrtstore. Die Mauer umfasst ein rund 11 Hektar großes Areal, auf dem mehrere in verschiedenen Jahrhunderten erbaute Bauwerke zu sehen sind. Das wohl bekannteste davon ist die Mariä-Entschlafens-Kathedrale, die in ihrer jetzigen Form in den Jahren 1698–1710 errichtet wurde. Eine andere Kathedrale im Astrachaner Kreml ist die Dreifaltigkeitskathedrale; sie wurde Ende des 16. Jahrhunderts errichtet und war ursprünglich Teil des gleichnamigen Klosters, das zu jener Zeit im Besitz des Dreifaltigkeitsklosters bei Moskau war. Einen markanten Profanbau im Kreml stellt das ehemalige Bischofshaus dar: Es wurde ab Ende des 16. Jahrhunderts erbaut und noch bis zum frühen 18. Jahrhundert mehrmals erweitert und umgestaltet.
Die erhaltenen Anlagen des Astrachaner Kremls – sowohl die Fortifikationsbauwerke als auch Sakral- und Profanbauten innerhalb der Mauer – stehen seit 1980 auf der russlandweiten Denkmalliste. Seit 2009 bewirbt sich der Astrachaner Kreml außerdem um die Aufnahme in die Liste des Welterbes der UNESCO.

## Galerie

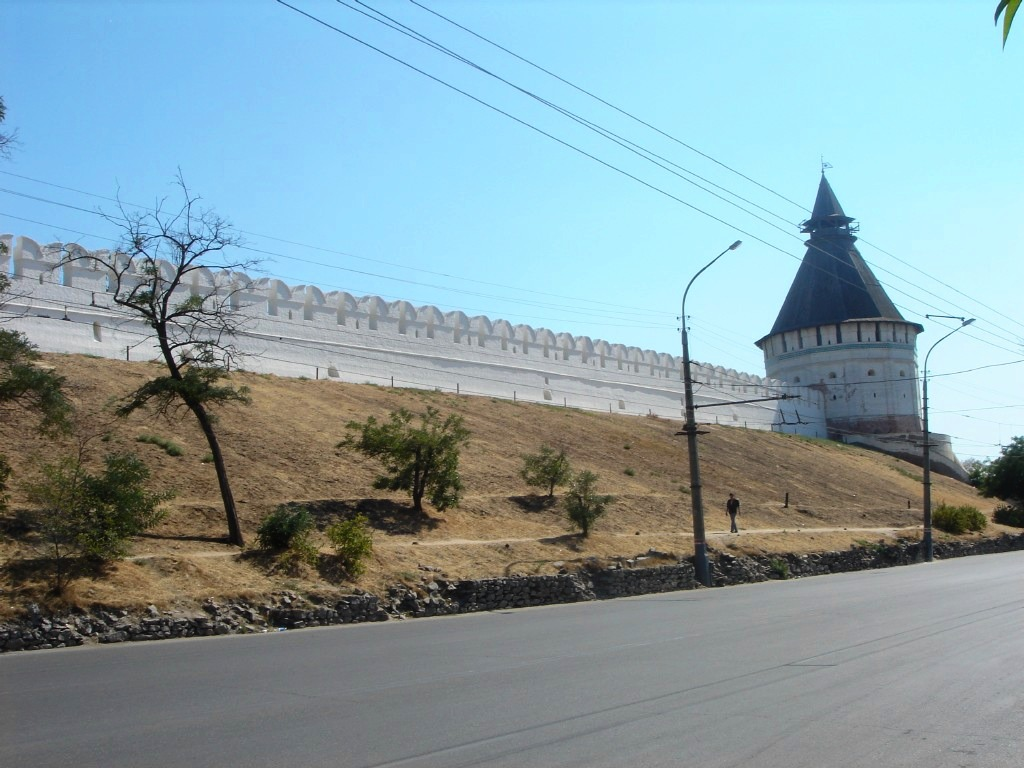
Kremlmauer und der Turm „Rotes Tor“
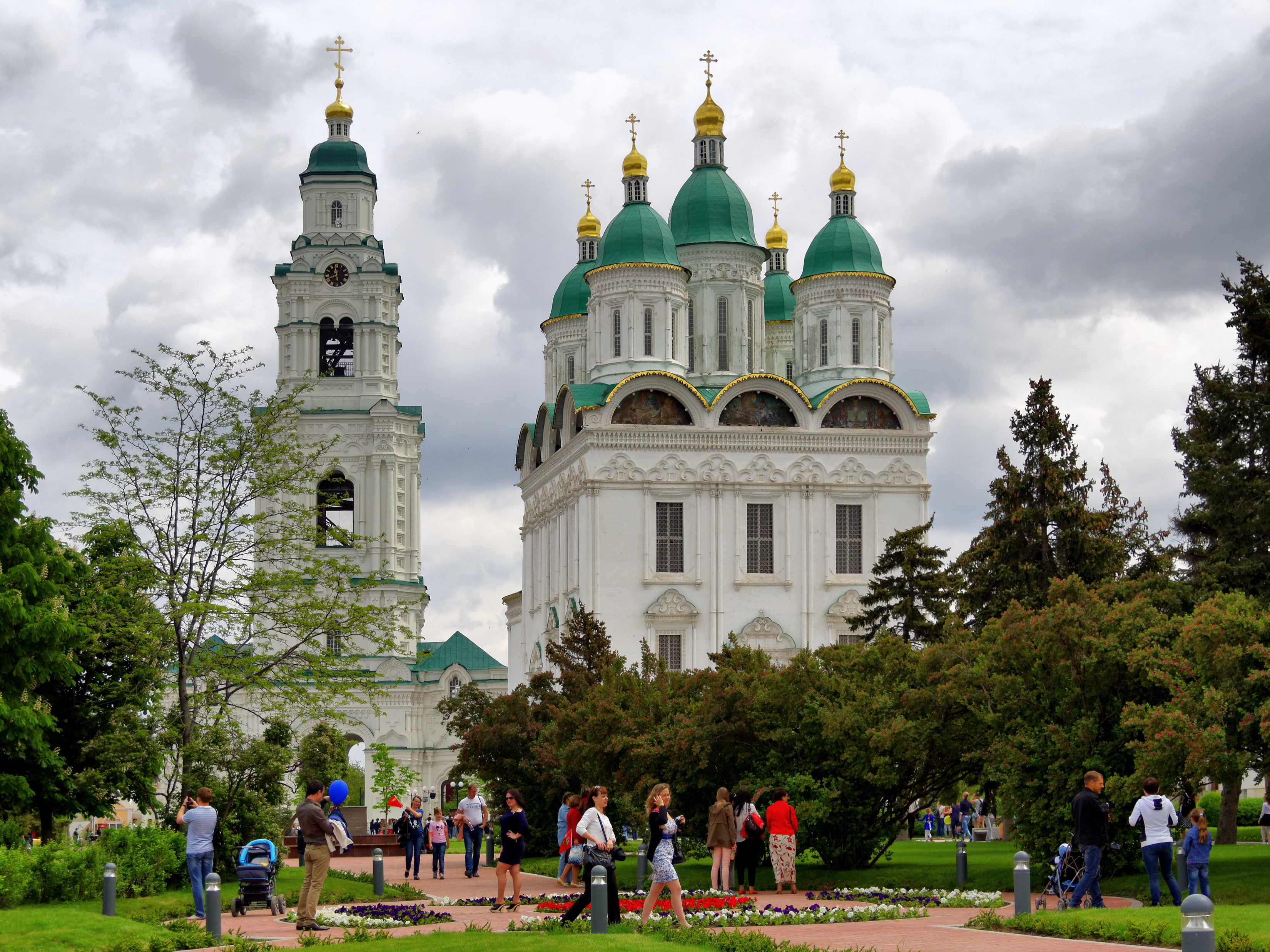
Mariä-Entschlafens-Kathedrale
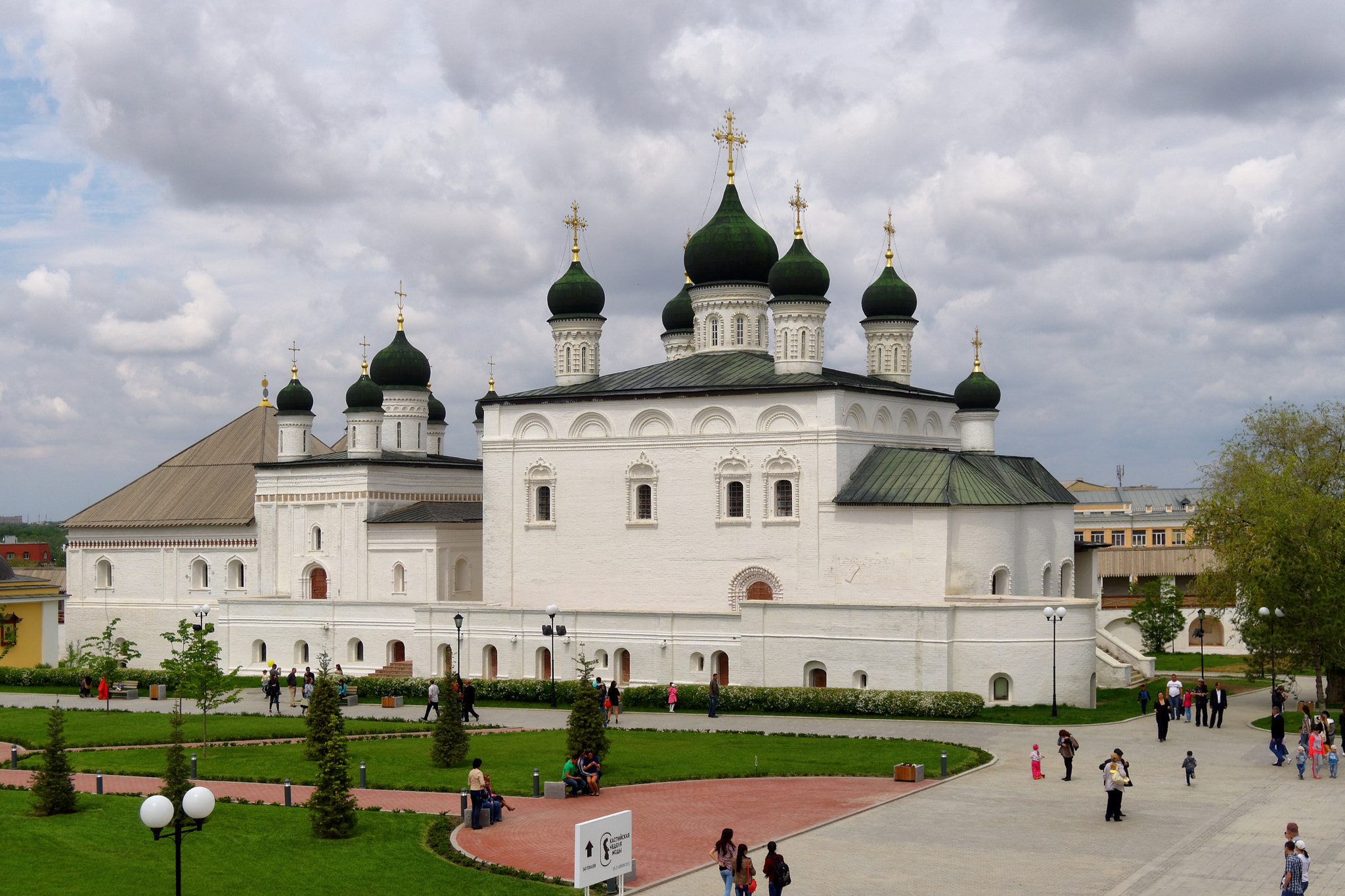
Dreifaltigkeitskathedrale
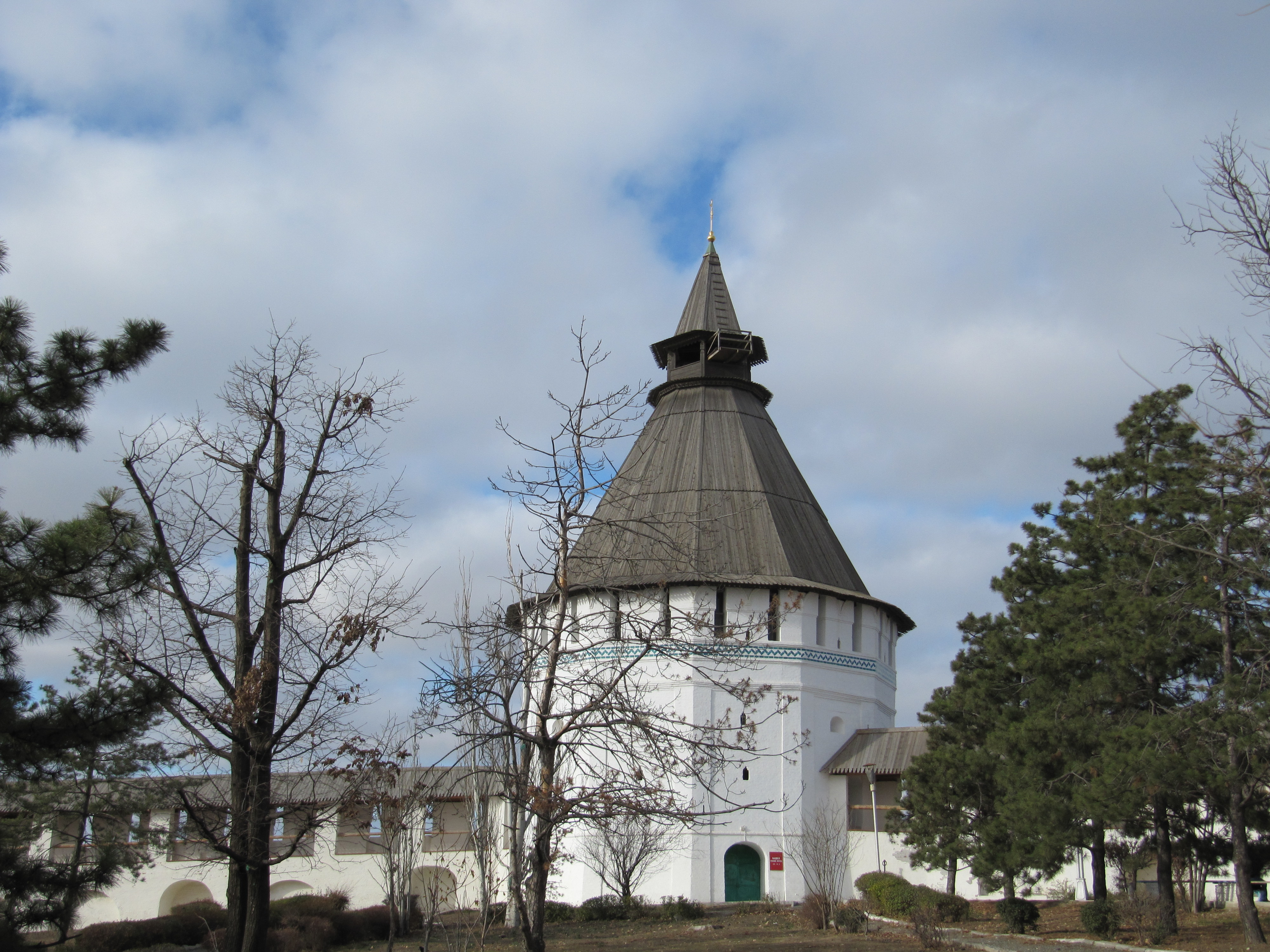
Krim-Turm